# Reformerta Unionen
Reformerta Unionen (Gereformeerde Bond) är en gammalkyrklig reformert strömning inom den Protestantiska Kyrkan i Nederländerna, organiserad den 18 april 1906 som en avknoppning från den Konfessionella föreningen inom Nederländska reformerta kyrkan.
Unionen bildades som en protest mot teologisk liberalisering inom den reformerta kyrkan. Den utlösande faktorn blev när kyrkans synod 1905 avvisade propåer om disciplinära åtgärder mot predikanten Louis Adriën Bähler, som bland annat framfört att kristenheten har mycket att lära av buddhismen.
1909 antog föreningen det officiella namnet Gereformeerde Bond tot verbreiding en verdediging van de Waarheid in de Nederlandse Hervormde (Gereformeerde) Kerk och började utge tidningen De Waarheidsvriend.
Unionen var en stark motståndare till den kyrkofusion som 2004 resulterade i bildandet av den Protestantiska Kyrkan i Nederländerna, men när bildandet var ett faktum valde föreningen ändå att kvarstå inom densamma under det nya namnet Gereformeerde Bond in de Protestantse Kerk in Nederland. En minoritet inom unionen bröt sig då ut och bildade en egen kyrka: Hersteld Hervormde Kerk.